# Egyszerűsíthetetlen összetettség
Az egyszerűsíthetetlen összetettség vagy egyszerűsíthetetlen bonyolultság (angolul: Irreducible complexity) az intelligens tervezést elfogadóknak azon érve, miszerint egyes biológiai rendszerek túlságosan összetettek ahhoz, hogy evolúciós folyamatok során, egyszerűbb, „kevésbé teljes”, de működőképes elődök fokozatos átalakulásával jöhessenek létre.

## Eredete
A kifejezés Michael Behe amerikai biokémikus nevéhez fűződik, bár a jelenséget Hermann J. Muller, amerikai genetikus már 1918-ban levezette az evolúcióból. Az egyszerűsíthetetlen összetettség a specifikált összetettség mellett az a fő érv, amit az intelligenstervezés-mozgalom nézetének bizonyításaként értelmez.
Michael Behe szerint egyszerűsíthetetlenül összetettek az olyan rendszerek, „amelyek számos jól illeszkedő, egymással kölcsönhatásban álló részből állnak, melyek hozzájárulnak az alapvető funkcióhoz, s ahol ezen részek bármelyikének eltávolítása a rendszer működésének megszűnéséhez vezet”. Az érv szerint ezen struktúrák létezése mutatja, hogy a modern biológiai struktúrák nem alakulhattak ki természetes folyamatok által.
Egyszerű példával illusztrálva mindez azt jelenti, hogy Behe szerint pl. az emberi szem egy komplex struktúra, melynek minden egyes alkotója nélkülözhetetlen a látáshoz, ezért nem elképzelhető, hogy mindez egy egyszerűbb, kevesebb alkotórészből álló szemből, fokozatosan, evolúciós lépesek sorozata révén jött volna létre.

## Kritika
Az uralkodó tudományos nézet szerint az "egyszerűsíthetetlen összetettség" kézenfekvőnek tűnő érvelésrendszerében a következő hibák vannak:
1. A modern evolúcióbiológia már régen feladta azt a nézetet, hogy az evolúció kizárólag számtalan kis változás felhalmozódásának eredménye lenne. Vannak ritka, nagy, a szervezet egészének alapstruktúráját átrendező változások, melyek hátterében a genom egyetlen jelentős változása áll. Ilyen pl. a genom megsokszorozódása, vagyis a poliploidia megjelenése, vagy pl. a szelvényezett testfelépítés kialakulása a szelvényezetlenből stb. A modern evolúcióbiológia tehát nem tekinti az evolúció kizárólagos megvalósulási módjának azt, amit Behe cáfolni akar.
2. Ha Behe professzor (vagy mi magunk, vagy akár az egész tudományos közösség) nem tud elképzelni egy kevésbé komplex, de mégis működőképes rendszert, az nem bizonyíték arra, hogy ilyen nem létezhet vagy nem létezhetett. Mindez csak az "argumentum ad ignorantiam", vagyis a "nemtudás, mint érv" néven ismert logikai hiba egy tipikus megnyilvánulása.
3. Behe professzor "megfeledkezik" az egyes szervek funkció-váltásairól. Pedig a makroevolúciós folyamatok jól ismert jellemzője, hogy az egyes szervek funkciót válthatnak, pl. kezünk és lábunk módosult uszonyok, fülünk hallójáratai módosult kopoltyúnyílások stb. Tegyük fel, hogy mai hallószerveink nem "egyszerűsíthetők" semmilyen egyszerűbb, de mégis működőképes hallószervvé - bár ez sem igaz. Csakhogy nem kell feltételeznünk azt, hogy hallójárataink múltbeli funkciója is a hallás volt. Más, számunkra esetleg ismeretlen funkcióban az egyszerűbb struktúra is működőképes lehetett.
4. A szemet – és szinte minden más összetett struktúrát – létrehozó evolúciós lépések minden ellenkező állítás ellenére dokumentáltak. Nemcsak fosszilis anyagban, hanem a mai élővilágban is megtalálható minden egyes állomásuk. Az egyetlen fényérzékeny sejttől a fényérzékeny felületen, a felület betüremkedésén, lezáródásán, a lencse kialakulásán keresztül a fejlett kameraszemig bezáróan bizonyított a fejlődés menete.
Az uralkodó tudományos nézet szerint Behe és követői által felhozott példák az adott biológiai rendszerek működésének félreértésén alapulnak, az érvelés rendkívül alacsony színvonala az elvet érdemi vitára alkalmatlanná teszi, ezért az áltudomány.
A 2005-ös Kitzmiller kontra doveri iskolaszék perben – mely során az elmélet kidolgozója, Michael Behe az intelligens tervezés szakértőjeként tett tanúvallomást – az Egyesült Államok szövetségi bírósága ítéletében a következőket nyilatkozta:
Behe professzor egyszerűsíthetetlen összetettséggel kapcsolatos állításait lektorált kutatási publikációk cáfolják, s a tudományos közösség nagymértékben elutasítja azokat.
A lektorált publikációkban megjelenő, az egyszerűsíthetetlen összetettségre felhozott példák cáfolatainak ellenére az intelligens tervezés mozgalmának hívei és más kreacionisták körében ma is elfogadottnak számít.
A kreacionizmus ezen alappillérével Richard Dawkins részletesen foglalkozik az Isteni téveszme és a Legnagyobb mutatvány című munkáiban, de gyakorlatilag minden művében hozzászól a kérdéskörhöz.